# Eric van Oosterhout

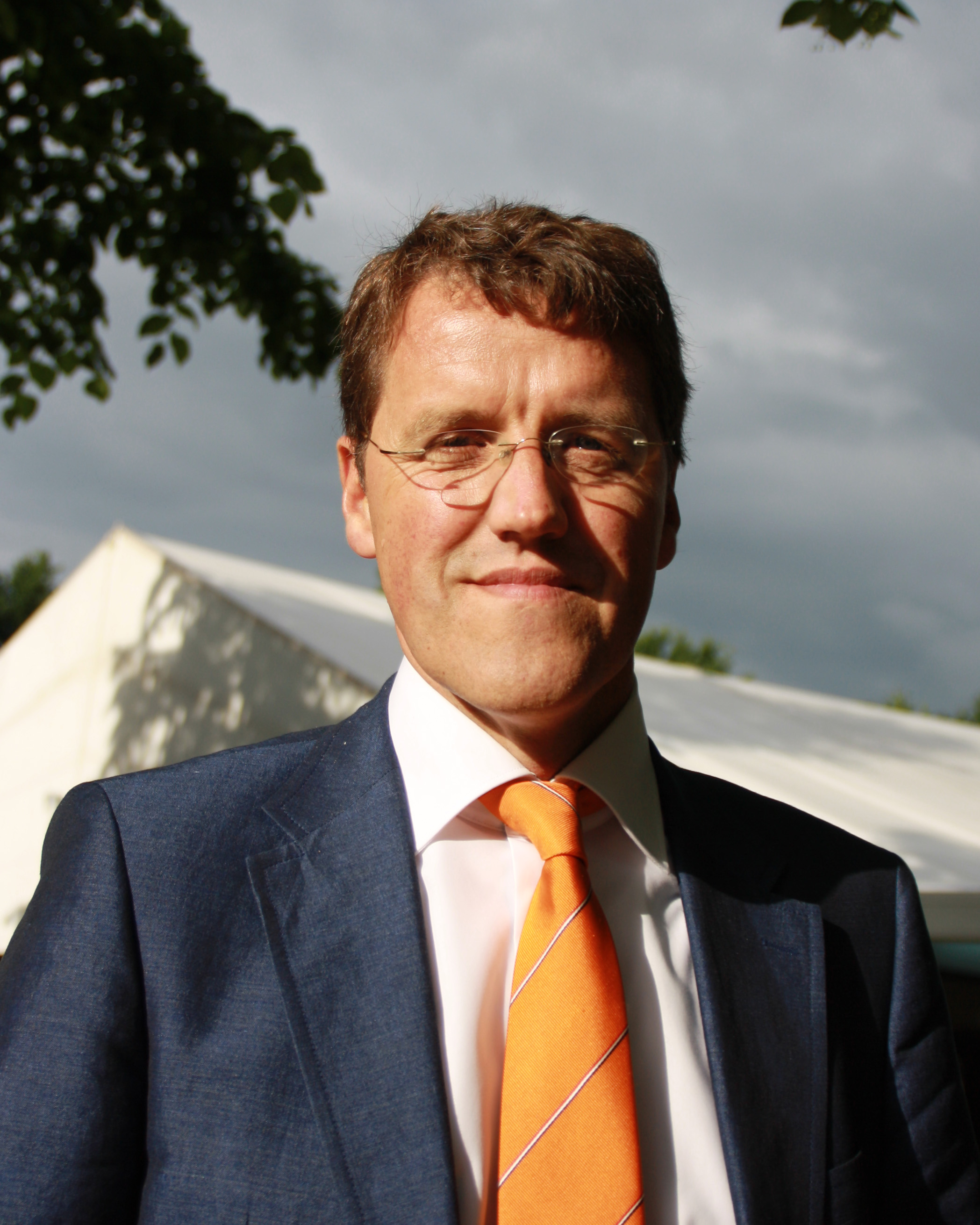
Eric van Oosterhout

H.F. (Eric) van Oosterhout (* 6. April 1961 in Breda) ist ein niederländischer Kommunalpolitiker der Partij van de Arbeid. Seit 2017 ist er Bürgermeister der drentschen Gemeinde Emmen.

## Werdegang
Van Oosterhout wuchs in dem Haager Stadtteil Moewijk auf. Ab seinem 14. Lebensjahr lebte er in Zwolle. Nach dem Abschluss der Middelbare School studierte er an der Reichsuniversität Groningen. Als Kriegsdienstverweigerer absolvierte er seinen Zivildienst beim schulpädagogischen Dienst von Ost-Groningen.
Seine berufliche Laufbahn begann im Verwaltungsdienst der Gemeinde Veendam, wo er für den Bereich Bildung zuständig war. Später arbeitete er für das niederländische Ministerium für Bildung und Wissenschaften und als stellvertretender Direktor des schulpädagogischen Dienstes, bei dem er bereits seinen Zivildienst abgeleistet hatte.
Im Anschluss kehrte er nach Veendam zurück und übernahm dort die Leitung der Abteilung Wohlfahrt und Bildung. Ab 1. Januar 2005 diente er dort als Gemeindesekretär. Am 18. September 2007 wurde er als Nachfolger von Rein Munniksma zum Bürgermeister von der drentschen Gemeinde Aa en Hunze gewählt. Seit März 2017 ist er als Nachfolger von Cees Bijl Bürgermeister von Emmen.